# Patrick Kaltenbach
Patrick Kaltenbach (ur. 14 stycznia 1989) – niemiecki skoczek narciarski, reprezentant klubu SC Schönwald, brązowy medalista mistrzostw świata juniorów w drużynie w 2004.
W styczniu 2004 został mistrzem Badenii-Wirtembergii w kategorii do 15 lat. 5 lutego tego roku w Strynie zdobył brązowy medal mistrzostw świata juniorów w drużynie, w której wystąpił wraz z Tobiasem Bognerem, Markiem Krauspenhaarem i Julianem Musiolem. Niemcy przegrali wówczas ze skoczkami z Austrii i Polski.
Startował głównie w zawodach z cyklu Alpen Cup. Czterokrotnie plasował się w czołowej dziesiątce tych zawodów – w 2003 w Predazzo był siódmy, w 2004 w Sankt Moritz dziesiąty, w 2005 w Predazzo trzeci, a w 2006 w Eisenerz zajął siódme miejsce.
Kilkukrotnie startował także w zawodach FIS Cup i Pucharu Kontynentalnego. W zawodach z cyklu FIS Cup najwyżej uplasował się w lutym 2006 w Courchevel. Był wówczas dziesiąty. W tym samym sezonie startował w Pucharze Kontynentalnym, jednak nie zdobył punktów do klasyfikacji.

## Mistrzostwa świata juniorów

### Drużynowo
| 2004 Stryn | – | brązowy medal |

### Starty P. Kaltenbacha na mistrzostwach świata juniorów – szczegółowo
| Miejsce | Dzień    | Rok  | Miejscowość | Skocznia       | Punkt K | Konkurs | Skok 1 | Skok 2 | Nota                  | Strata   | Zwycięzca |
| ------- | -------- | ---- | ----------- | -------------- | ------- | ------- | ------ | ------ | --------------------- | -------- | --------- |
| 3.      | 5 lutego | 2004 | Stryn       | Bjørkelibakken | K-90    | druż.   | 83,5 m | 90,0 m | 901,5 pkt (211,5 pkt) | 53,5 pkt | Austria   |

## Puchar Kontynentalny

### Miejsca w poszczególnych konkursach Pucharu Kontynentalnego
Opracowano na podstawie materiału źródłowego:
| Sezon 2005/2006                                                               |           |           |              |           |           |         |         |         |         |         |                  |                  |           |           |         |         |          |          |               |               |            |           |           |               |               |        |
| Rovaniemi                                                                     | Rovaniemi | Harrachov | Sankt Moritz | Engelberg | Engelberg | Planica | Planica | Sapporo | Sapporo | Sapporo | Titisee-Neustadt | Titisee-Neustadt | Braunlage | Braunlage | Villach | Villach | Zakopane | Zakopane | Iron Mountain | Iron Mountain | Brotterode | Vikersund | Vikersund | Bischofshofen | Bischofshofen | punkty |
| -                                                                             | -         | -         | -            | -         | -         | -       | -       | -       | -       | -       | -                | -                | 46        | 48        | -       | -       | -        | -        | -             | -             | -          | -         | -         | -             | -             | 0      |
| Legenda                                                                       |           |           |              |           |           |         |         |         |         |         |                  |                  |           |           |         |         |          |          |               |               |            |           |           |               |               |        |
| 1 2 3 4-10 11-30 poniżej 30 dq – dyskwalifikacja - – zawodnik nie wystartował |           |           |              |           |           |         |         |         |         |         |                  |                  |           |           |         |         |          |          |               |               |            |           |           |               |               |        |

## FIS Cup

### Miejsca w klasyfikacji generalnej
| Sezon     | Miejsce |
| --------- | ------- |
| 2005/2006 | 94.     |

### Miejsca w poszczególnych konkursachFIS Cup
Opracowano na podstawie materiału źródłowego:
| Sezon 2005/2006                                                               |          |               |               |              |              |           |           |        |        |         |           |           |        |        |            |            |     |     |         |          |        |
| Predazzo                                                                      | Predazzo | Bischofshofen | Bischofshofen | Sankt Moritz | Sankt Moritz | Vikersund | Vikersund | Kuopio | Kuopio | Seefeld | Harrachov | Harrachov | Ljubno | Ljubno | Courchevel | Courchevel | Zaō | Zaō | Sapporo | Zakopane | punkty |
| 23                                                                            | 30       | -             | -             | -            | -            | -         | -         | -      | -      | -       | -         | -         | -      | -      | 10         | 16         | -   | -   | -       | -        | 50     |
| Legenda                                                                       |          |               |               |              |              |           |           |        |        |         |           |           |        |        |            |            |     |     |         |          |        |
| 1 2 3 4-10 11-30 poniżej 30 dq – dyskwalifikacja - − zawodnik nie wystartował |          |               |               |              |              |           |           |        |        |         |           |           |        |        |            |            |     |     |         |          |        |